# 博舍曼
博舍曼（法語：Beauchemin，法語發音：[boʃ(ə)mɛ̃]）是法国上马恩省的一个市镇，属于朗格勒区。

## 地理
博舍曼（47°54'19"N, 5°14'29"E）面积11.92 平方千米，位于法国大東部大區上马恩省，该省份为法国东北部内陆省份，北起马恩省和默兹省，西接奥布省，西南接科多尔省，东南接上索恩省，东临孚日省。
与博舍曼接壤的市镇（或旧市镇、城区）包括：法沃罗勒、于姆-若克奈、马拉克、奥尔芒塞、罗朗蓬、圣谢尔格、圣马丹莱朗格勒、沙努瓦。

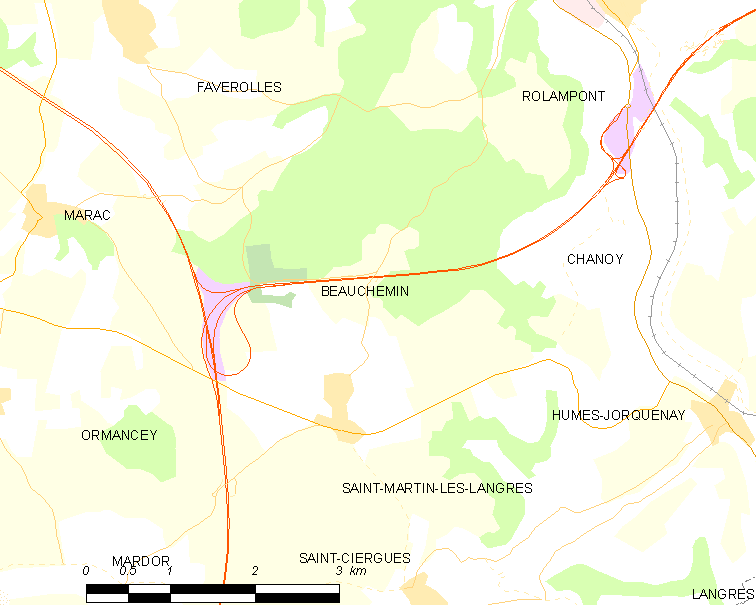
博舍曼的OSM定位图

博舍曼的时区为UTC+01:00、UTC+02:00（夏令时）。

## 行政
博舍曼的邮政编码为52260，INSEE市镇编码为52042。

## 政治
博舍曼所属的省级选区为朗格勒县。

## 人口

1962-2008年间博舍曼人口变化图示

博舍曼于2022年1月1日时的人口数量为111人。